# Muscicapa griseisticta

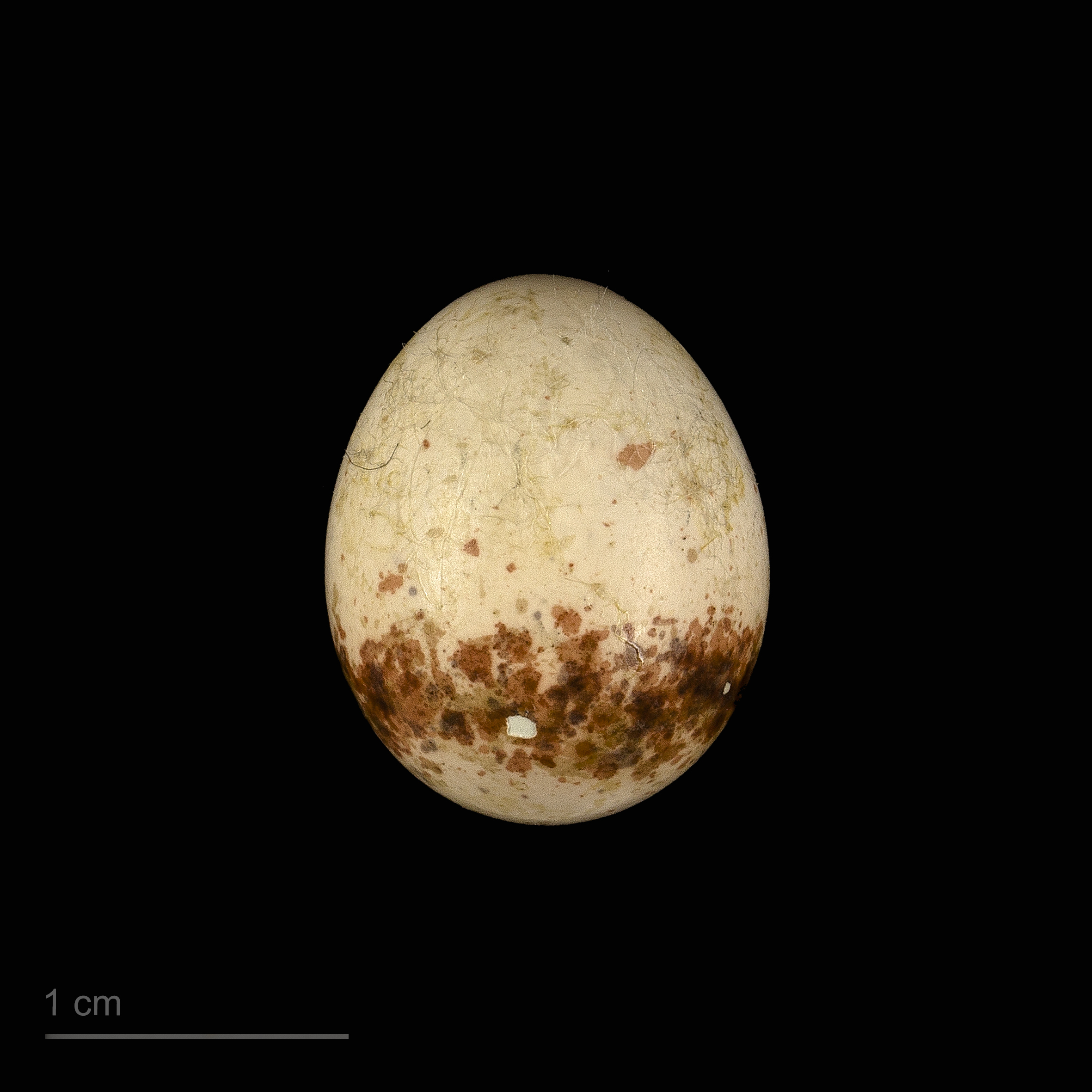
Muscicapa griseisticta - MHNT

El papamoscas estriado (Muscicapa griseisticta), también conocido como papamoscas de líneas grises, es una especie de ave paseriforme de la familia Muscicapidae nativa del este de Asia.

## Descripción
Es una ave delgada y de alas largas, con una longitud de 13 a 15 cm. Es principalmente grisácea marrón en la parte superior y blanca por debajo. Tiene el pecho y los flancos fuertemente rayados de gris, una barra blanca estrecha en las alas y una mancha clara entre el pico y los ojos. El pico y las patas son de color negro. Los ojos son grandes con un anillo ocular blanco. Los machos adultos y las hembras son similares pero las aves juveniles difieren al tener manchas blancas y oscuras escaladas en el dorso.

## Distribución y hábitat
Se reproduce en los vastos bosques de coníferas en el noreste de China, Corea del Norte y el sudeste de Siberia, incluyendo Sakhalin y Kamchatka. En primavera y otoño migra a través del este y el sur de China, Corea del Sur, Japón y Taiwán. En invierno migra a Borneo, las Filipinas, Palaos, el este de Indonesia y Nueva Guinea. Es vagabundo en Singapur, Vietnam, Alaska y Australia.